# TRAPPIST-1h
TRAPPIST-1h, ook aangeduid als 2MASS J23062928-0502285 h, is een exoplaneet die rond de ultrakoele dwerg TRAPPIST-1 draait op 40,7 lichtjaar afstand van de aarde in het sterrenbeeld Waterman. Het was een van de vier nieuwe exoplaneten die met behulp van waarnemingen van de Spitzer Space Telescope rond de ster werden ontdekt. In de loop van 2017 en 2018 konden meer studies zijn eigenschappen preciezer bepalen.
TRAPPIST-1h is ruwweg een derde van de massa van de aarde, en ongeveer 77% zo groot. Zijn relatief lage dichtheid geeft aan dat hij waarschijnlijk waterrijk is, net als verschillende andere planeten in het systeem.

## Kenmerken

### Massa, straal en temperatuur
TRAPPIST-1h heeft een straal van 0,773 aardstralen, een massa van 0,331 aardmassa en ongeveer 56% van de oppervlaktezwaartekracht van de aarde. Het heeft een dichtheid van 3,97 g/cm³, zeer vergelijkbaar met die van Mars. Vanwege deze dichtheid moet ongeveer ≤ 5% van zijn massa uit water bestaan, waarschijnlijk in de vorm van een dikke ijsmantel, aangezien hij slechts ongeveer 13% van de stellaire flux ontvangt die de aarde heeft. Hij heeft een evenwichtstemperatuur van 169 K (−104 °C), vergelijkbaar met die van de zuidpool van de aarde.

### Baan
Ondanks het feit dat het de verste planeet in zijn systeem is, draait TRAPPIST-1h om zijn ster met een omlooptijd van 18,868 dagen en op een afstand van ongeveer 0,0619 AE. Dit is zelfs kleiner dan de baan van Mercurius rond de Zon (die ongeveer 0,38 AE is).

### Water
Hoewel de baan van TRAPPIST-1h buiten de bewoonbare zone van zijn ster valt, zou hij vloeibaar water kunnen herbergen onder een H2-rijke atmosfeer, hetzij primordiaal, hetzij als gevolg van voortdurende uitgassing in combinatie met interne verhitting. Hij zou ook een ondergrondse oceaan kunnen herbergen door middel van getijde-verwarming, wat kan leiden tot cryovulkanisme en de vorming van geisers.

## Afbeeldingen

Beelden van TRAPPIST-1.
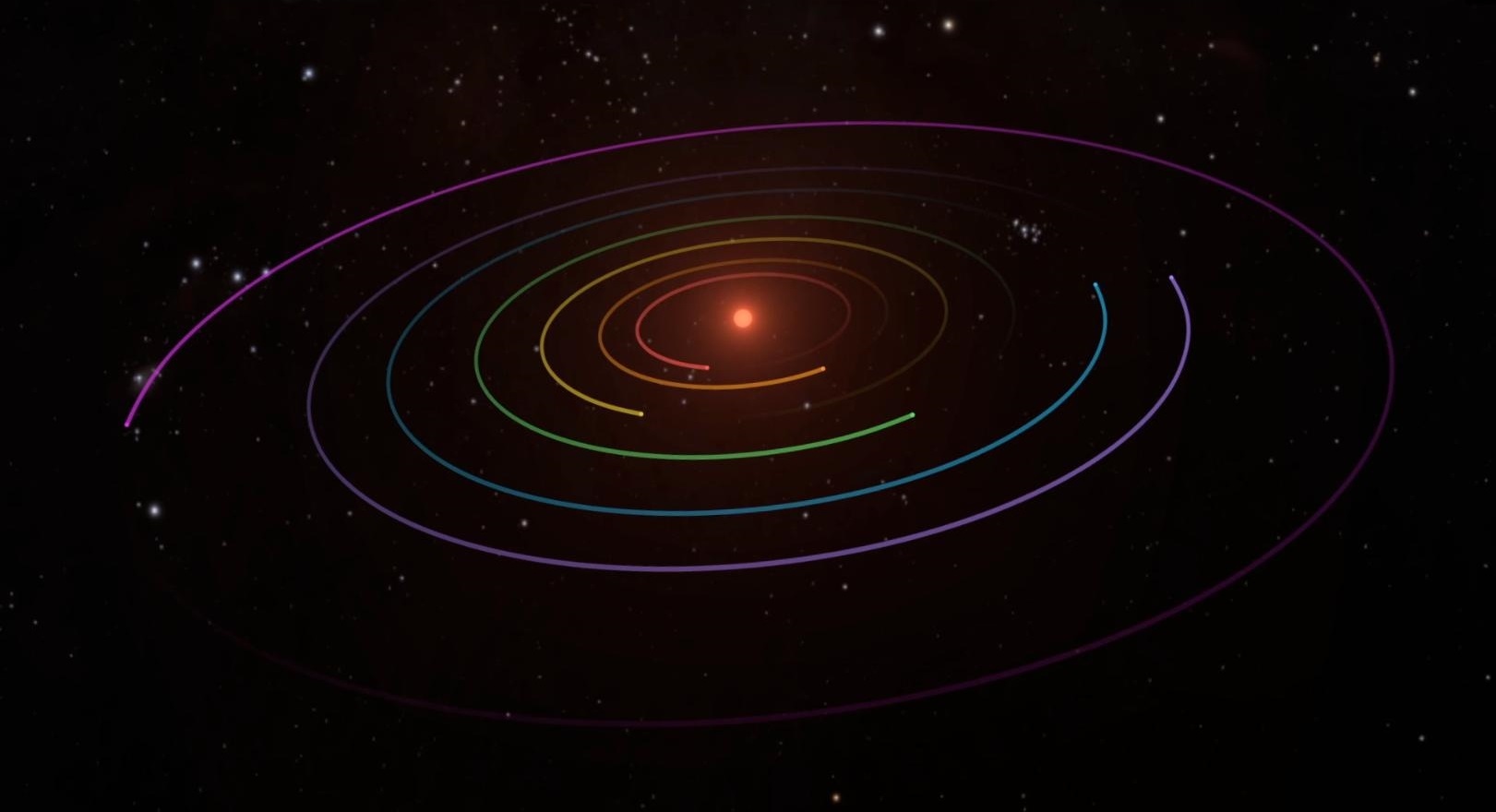
De banen van planeten in het systeem.